# سعاد عبدالرحیم
سعاد عبدالرحیم (انگلیسی: Souad Abderrahim؛ زادهٔ ۱۶ دسامبر ۱۹۶۴) سیاست‌مدار اهل تونس است. او اولین شهردار زن تونس در یکصد سال گذشته‌است. او پیش از این مدیر یک شرکت دارویی بود. وی کاندیدای حزب اسلامگرای نهضت بود. سعاد عبدالرحیم در سال‌های اخیر مواضع لیبرالی‌تری در پیش گرفته و از اظهارات قبلی‌اش مبنی بر این که آزادی‌های مدنی باید «مطابق سنن و عرف» باشد، فاصله گرفته‌است.